# Kaya-no-hime
Kaya-no-hime o Kayanuhime (鹿屋野比売神, en el Kojiki;  草祖草野姫, en el Nihonshoki?) es una deidad que aparece en la mitología japonesa. Es la deidad de las plantas y de las praderas y también es conocida en el Kojiki como Nozuchi-no-kami (野椎神?).
Nació de Izanagi e Izanami durante la creación de los dioses. Contrajo matrimonio con el dios de las montañas, Ōyamatsumi y tuvo ocho hijos agrupados en cuatro parejas. Su nombre “Kaya” da nombre al arbusto del mismo nombre.
En el Santuario Tarumaeyama (Tomakoma, prefectura de Hokkaido) se le rinde tributo junto con Ōyamatsumi y Kukunochi, dios de los árboles. También se le rinde tributo en el Santuario Kayatsu (Jimokuji, distrito de Ama, prefectura de Aichi), siendo el único en Japón en donde se le ofrenda con tsukemono (vegetales encurtidos).
- Datos: Q8191878